# Dalkhola
Dalkhola là một thị trấn thống kê (census town) của quận Uttar Dinajpur thuộc bang Tây Bengal, Ấn Độ.

## Nhân khẩu
Theo điều tra dân số năm 2001 của Ấn Độ, Dalkhola có dân số 13.891 người. Phái nam chiếm 53% tổng số dân và phái nữ chiếm 47%. Dalkhola có tỷ lệ 58% biết đọc biết viết, thấp hơn tỷ lệ trung bình toàn quốc là 59,5%: tỷ lệ cho phái nam là 65%, và tỷ lệ cho phái nữ là 50%. Tại Dalkhola, 15% dân số nhỏ hơn 6 tuổi.